# Giáo hoàng Piô XII
Giáo hoàng Piô XII (Tiếng Latinh: Pius PP. XII, Tiếng Ý: Pio XII, tên khai sinh là Eugenio Maria Giuseppe Giovanni Pacelli, 2 tháng 6 năm 1876 – 9 tháng 10 năm 1958) là vị Giáo hoàng thứ 260 của Giáo hội Công giáo Rôma.
Theo niên giám tòa thánh năm 2003 xác định ngày đắc cử Giáo hoàng là ngày 2 tháng 3 năm 1939, ngày khai mạc chức vụ mục tử đoàn chiên Chúa là ngày 12 tháng 3 và kết thúc triều đại của mình vào ngày 9 tháng 10 năm 1958. 
Ông tích cực can thiệp để chấm dứt Chiến tranh thế giới thứ hai. Vatican trở thành nơi trú ẩn cho nhiều người bị bách hại về chính trị hoặc chủng tộc. Ông khuyến khích mọi nỗ lực để xây dựng một nền dân chủ Kitô giáo thật sự. Ông viết nhiều thông điệp về Giáo hội (Mystici Corporis), về nghiên cứu Thánh Kinh (Divino Afflante Spiritu), về thần học, phụng vụ và công bố tín điều Đức Mẹ Hồn Xác Lên Trời (1950).
Giáo hoàng Piô XII đã kết án các trào lưu thần học, phong trào xã hội chủ nghĩa và linh mục thợ. Tuy nhiên phải nhìn nhận dưới thời đại ông, sinh hoạt Giáo hội cũng có nhiều thay đổi: trước tiên là phụng vụ (nghi thức bí tích bằng tiếng địa phương, cho dâng lễ buổi chiều, việc giữ chay Thánh Thể chỉ còn ba giờ, cải Tổ nghi lễ tuần thánh và giản dị hóa kinh thần vụ).
Ngoài ra, ông tích cực cổ vũ phong trào tông đồ giáo dân, mở hai đại hội giáo dân thế giới 1951 và 1957 tại Rôma (trên 2.000 đại biểu thuộc 92 quốc gia); quốc tế hóa Hồng y đoàn (2/3 không phải người Ý), và cổ vũ đặc biệt cho việc lập hàng giáo phẩm các xứ truyền giáo.

## Trước khi thành giáo hoàng

### Gia đình

Eugenio Pacelli năm 6 tuổi (1882).

Giáo hoàng Piô XII tên thật là Eugenio Maria Giuseppe Giovanni Pacelli, sinh tại Rôma, nước Ý ngày 2 tháng 3 năm 1876. Ông sinh ra trong một gia đình quý tộc nhỏ, rất thân thiết từ thế kỷ XIX với các giới của Vatican.
Cha ông, Filippo Pacelli, là luật sư ở tòa thượng thẩm Rôma (Rota), rồi luật sư hội nghị các hồng y.
Mẹ ông xuất thân từ một gia đình nổi bật về những phục vụ tòa thánh. Ông học ở trường trung học Visconti, một trường công lập.

### Trở thành linh mục
Năm 1894, ông bắt đầu học thần học ở đại học Grêgôriô với tư cách là học sinh nội trú của học viện Capranica. Từ năm 1893 đến 1895, ông cũng theo học ngôn ngữ và lịch sử ở Sapienza, đại học Nhà nước Rôma.
Năm 1899, ông trở về trường Apollinariô nơi ông đạt được ba bằng cử nhân về thần học, luật dân sự và giáo luật. Ngày 2 tháng 4 năm 1899, ông được thụ phong linh mục bởi Giám mục Cassetta, phó nhiếp chính của Rôma và là người bạn lớn của gia đình.
Năm 1901, ông vào thánh bộ công vụ ngoại thương của giáo hội, phụ trách những quan hệ quốc tế của Vatican, nhờ sự gửi gắm của hồng y Vannutelli, bạn của gia đình. Tại đây, ông làm minutante (người thảo bản chính). Pacelli tham dự cơ mật viện tháng 8 năm 1903.
Năm 1904, ông được hồng y Gasparri bổ nhiệm vào ủy ban pháp điển hóa giáo luật. Ông cũng trở thành vị phòng hộ Giáo hoàng bí mật, dấu hiệu sự tin cậy của Giáo hoàng. Ông xuất bản một nghiên cứu về Tư cách pháp nhân và tính lãnh thổ của pháp luật, đặc biệt là của giáo luật, rồi một sách nhỏ trắn về sự phân ly của Giáo hội và Nhà nước ở Pháp.
Pacelli đã phải khước từ nhiều lời đề nghị ghế giáo sư giáo luật ở Apollinariô cũng như ở Đại học công giáo Washington. Nhưng ông lại nhận giảng dạy ở hàn lâm viện các quý tộc giáo hội, cơ sở đào tạo của giáo triều Rôma.

### Sứ mệnh ngoại giao
Năm 1905, ông được thăng làm giám chức thân cận của Giáo hoàng. Ông tiếp tục được thăng chức một cách nhanh chóng và đều đặn. Năm 1911, trở thành thứ trưởng Bộ công vụ ngoại thường. Điều này đã đưa ông vào danh sách những nhà tư tưởng của ngành ngoại giao Vatican.
Năm 1912, Giáo hoàng Piô X bổ nhiệm ông làm phụ tá tổng trưởng, rồi tổng trưởng năm 1914, ông giữ nhiệm sở này dưới triều Benedictus XV. Lúc bấy giờ, ông đảm nhiệm trách vụ xúc tiến chính sách của Giáo hoàng trong thế chiến thứ nhất.
Đặc biệt, ông đã can ngăn nước Ý bước vào chiến tranh, một phần vì ông sợ một cuộc cách mạng cộng sản ở Rôma. Năm 1915, ông du hành đến Vience và cộng tác với đức ông Scapinelli khâm sứ tòa thánh ở Venezia để thuyết phục hoàng đế Franz Joseph I của đế quốc Áo-Hung kiên nhẫn hơn đối với Ý.

### Khâm sứ tòa thánh tại Munich
Năm 1917, Giáo hoàng Biển Đức XV bổ nhiệm Pacelli làm khâm sứ tòa thánh tại Munich, đại diện Giáo hoàng duy nhất của đế quốc Đức. Ông đã thúc đẩy để cho công hàm của Biển Đức XV ngày 1 tháng 8 năm 1917 được tiếp nhận, nhưng chỉ đạt được những kết quả đáng thất vọng.
Ông cũng cố gắng tìm hiểu giáo hội Công giáo ở Đức để biết rõ hơn, thăm viếng các giáo phận và tham dự các cuộc biểu tình của Công giáo như Katholikentag (Đại hội công giáo Đức) và đưa chị Pasqualina về phục vụ ông với tư cách là quản gia cho đến cuối đời. Song song ông tìm hiểu những bàn cãi của Vatican và Liên bang Xô viết. Ông thay các đề nghị Xô viết đối với việc tổ chức Công giáo.
Năm 1926, ông thừa nhận tu sĩ Dòng tên D’Herbigny, người phụ trách việc thành lập một hàng giáo sĩ trong nước Nga. Năm 1920, ông được ủy nhiệm ở Berlin. Năm 1929, ông ký một thỏa ước với Phổ, sau đó được bổ nhiệm làm tổng trưởng ngoại giao và được nâng lên phẩm tước hồng y. Ông trở thành người công tác chính của Giáo hoàng Piô XI và bổ nhiệm làm tổng Giám mục hiệu tòa Sardes.
Năm 1933, nhân danh tòa thánh, ông ký một thỏa ước với Von papen, phó chưởng ấn Công giáo của chính phủ Hitler. Nhưng ngay sau đó những người quốc xã không muốn tôn trọng hiệp ước này. Pacelli gửi 55 công hàm phản kháng chính phủ Đức trong thời gian từ 1933 đến 1939. Vì thế, tháng 3 năm 1937 ông làm cho bản văn của thông điệp Mit brennender Sorge do hồng y tổng Giám mục Munich soạn trở nên nghiêm khắc hơn. Tuy nhiên, thỏa ước không bị bãi bỏ.
Năm 1938, ông nghiêm khắc phê bình việc hàng Giám mục Áo phê chuẩn ngay Anschluss (bạo lực quốc xã ngày 11 tháng 3 năm 1938). Ông đòi hồng y Innitzet, tổng Giám mục Viên, phải tuyên bố lấy lập trường chống sự xâm lược. Innitzet thực hiện điều này ngày 6 tháng 5, nhưng chỉ bằng một bài báo đăng trên Osservatore Romano.

## Giáo hoàng

### Cơ mật viện

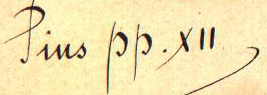
Chữ ký không hề thay đổi của Piô XII

Năm 1939, lúc châu Âu sắp bước vào cuộc Chiến tranh thế giới thứ hai (1939 - 1945), một cuộc bầu Giáo hoàng diễn ra. Lần bầu cử này, một nhân vật rất được tín nhiệm và tin tưởng với các Hồng y: Hồng y Eugenio Pacelli lúc đó là Bộ trưởng Ngoại giao Tòa Thánh từ năm 1929 dưới thời Piô XI và trước đây từng là Sứ thần Tòa Thánh tại Đức. Mặt khác khi Giáo hoàng Piô XI qua đời đã để thoát ra vài câu cho thấy việc chỉ định ông làm người kế vị mình nên chỉ không đầy 26 giờ đồng hồ mật nghị đã có kết quả.
Chỉ sau 2 ngày, qua 2 lần bỏ phiếu 63 vị Hồng y đã chọn Hồng y Pacelli làm Giáo hoàng Piô XII. Thực ra, Piô XII đã được 2/3 số phiếu trong vòng bỏ phiếu thứ 2 nhưng ông yêu cầu bỏ phiếu lại để xác nhận. Ông đắc cử vào đúng ngày sinh nhật của mình.
Thực ra thì nhiều hồng y Ý thích hồng y Dalla Costa, tổng Giám mục Florentia hơn. Nhưng Pacelli đã được chọn làm Giáo hoàng phần lớn là vì tài ngoại giao và sự thánh thiện của ông. Cả hai đức tính này vô cùng cần thiết khi thế giới đứng trước cuộc chiến do Adolf Hitler và chế độ quốc xã khởi xướng một ít lâu sau khi Piô XII lên ngôi Giáo hoàng. Đây là mật nghị ngắn nhất trong lịch sử các cuộc mật nghị bầu Giáo hoàng.
Giáo hoàng Piô XII lên trị vì tháng 3/1939. Ông lấy tông hiệu là Piô XII để cho có sự liên tục với triều Giáo hoàng trước. Ông bổ nhiệm hồng y Maglione cựu khâm sứ ở Paris (thủ đô nước Pháp) làm tổng trưởng ngoại giao. Điều đáng chú ý là Piô XII là vị tổng trưởng ngoại giao đầu tiên được bầu làm Giáo hoàng từ Clêmentê, năm 1667.

### Các xứ truyền giáo
Vào lễ Chúa Ki-tô vua năm 1939, ông đã cùng một lúc tấn phong 12 Giám mục thừa sai, trong đó có hai vị Giám mục da đen tiên khởi người Ouganđa và Malgache. Thời điểm này, 48 địa phận đã được trao cho các Giám mục bản quốc.
Ngày 3 tháng 12 năm 1939 ông ra huấn dụ Plane compertum est nói về lễ nghi Trung Hoa đối với Khổng Tử và Tổ tiên. Huấn dụ này bãi bỏ việc các Giáo hoàng Clêmentê XI và Biển Đức XIV buộc các thừa sai phải tuyên thệ về lễ nghi Trung Hoa.
Như vậy đã xóa bỏ đi được tất cả những tàn tích của một cuộc tranh luận từng gây nên những thiệt hại cho đạo Công giáo Á Đông. Một sắc lệnh khác ngày 9 tháng 4 năm 1940 cũng bãi bỏ luôn việc tuyên thệ về lễ nghi Malabar bên Ấn Độ.

## Chiến tranh thế giới thứ hai (1939 - 1945)
Trọn vẹn thời gian đầu triều đại Giáo hoàng của ông bị chi phối bởi vấn đề Chiến tranh thế giới thứ hai và những cuộc can thiệp cá nhân của ông cho vấn đề hòa bình. Ông đã thảo ra thông tri, tố cáo tư tưởng Đức Quốc xã là phản Thiên chúa giáo và từng cố gắng ngăn chặn Chiến tranh thế giới thứ hai. Về sau, ông bị chỉ trích là dựa quá nhiều vào những phương cách ngoại giao truyền thống, khi phải đương đầu với Đức Quốc xã.

### Ngăn cản chiến tranh
Ngoại giao Vatican đã tìm cách can thiệp để ngăn chặn chiến tranh nhưng không thành công. Sau hiệp ước Ribbentrop Molotov, Vatican muốn giữ nước Ý ở ngoài cuộc xung đột.
Trong thông điệp đầu tiên của ông, Summi Pontificatus (20/10/1939) ông tố giác mối dây chằng chịt của chiến tranh. Cuối năm 1939, Giáo hoàng Piô XII đi thăm cả vua Victor Emmanuel trong cư xá Quirinal, cư xá Giáo hoàng xưa.
Vào đầu chiến tranh, các cường quốc phe phát xít đã thử dựng cờ thập tự chinh chống Liên Bang Xô Viết để hợp thức hóa hành động của họ. Đức ông Tardini trả lời rằng: "chữ thập ngoặc không phải là thập tự của thập tự chinh".
Tháng 9 năm 1944, theo yêu cầu của Myron Taylor - đại diện của tổng thống Hoa Kỳ tại Vatican - ông đã trấn an những người công giáo Hoa Kỳ đang lo lắng về sự liên minh của nước họ với Liên Xô.

### Vấn đề tiêu diệt người Do Thái
Một vấn đề tế nhị trong thế chiến là việc tiêu diệt người Do Thái. Lập trường của Giáo hoàng Piô XII được thể hiện trong một vài văn bản trong đó ông ám chỉ đến sự diệt chủng. Về sau, những văn bản này bị phê bình là không rõ rệt lắm.
Sứ điệp truyền thanh, nhân dịp Giáng sinh 24 tháng 12 năm 1942, Giáo hoàng kêu gọi nhân loại quan tâm đến "hàng trăm ngàn người chỉ vì lý do chủng tộc đang bị tiêu diệt dần": " (...) Khát vọng (lập lại hòa bình), nhân loại phải có đối với hàng trăm triệu người, không vì một lỗi lầm nào của họ, nhưng chỉ vì lý do quốc tịch hoặc do nguồn gốc chủng tộc, đã bị dẫn đến cái chết hoặc sự diệt chủng dần dần".
Trong thư gởi Giám mục Von Preysing, Giám mục Berlin, ngày 30 tháng 4 năm 1943 ông mong mỏi các Giám mục tại mỗi nước can thiệp nhưng căn dặn các vị thận trọng "vì có nguy cơ kéo theo những cuộc trả thù": 
| “                    | Ta mong các vị chủ chăn trong quyền hạn tại chỗ, suy xét nhận định rõ ràng, lúc nào và bằng biện pháp nào, phải dùng đến điều dự trữ cho lúc cần thiết (mặc dầu có nhiều lý do lẽ ra phải can thiệp), để tránh xảy ra những tai họa lớn hơn, vì biết rằng những tuyên cáo của Giám mục có nguy cơ kéo theo những cuộc trả thù và áp bức, cũng cần xét đến những hoàn cảnh khác có thể phát sinh do cuộc chiến kéo dài và cũng vì tâm lý của cuộc chiến. Đó cũng là một trong những động cơ khiến chính ta, ta cũng giới hạn trong những tuyên bố của ta. | ” |
| — Giáo hoàng Piô XII | |   |

### Thái độ trung lập
Giáo hoàng Piô XII quyết định duy trì giáo hội ở ngoài cuộc Chiến tranh thế giới thứ hai. Tiếp theo lời thỉnh cầu của các Giám mục Ba Lan miêu tả sự tàn bạo của Đức Quốc xã, ông trả lời qua tiếng nói của đức ông Tardini: "Trước tiên, việc Tòa thánh công khai lên án và phản kháng những bất công như thế trông có vẻ không thích hợp. Không phải vì thiếu chất liệu, nhưng những lý do thực tiễn hình như buộc phải tránh". Đức ông Tardini nói thêm rằng sự lên án chính thức của Vatican "càng làm tăng thêm những bách hại".
Giáo hoàng đã đích thân xác định điều này:
| “                    | Ta để cho các mục tử đang thi hành chức vụ tại chỗ lo đánh giá xem có phải trong một chừng mực nào sự nguy hiểm của những điều trả thù và những áp lực, cũng như các tình huống khác do sự kéo dài và tâm lý của chiến tranh, khuyên nên dè dặt – mặc dù có những lý do để can thiệp vào – để tránh những điều xấu hơn. Đó là một trong những lý do mà vì đó ta đã áp đặt cho mình những giới hạn trong các tuyên bố của ta. | ” |
| — Giáo hoàng Piô XII | |   |

Ngỏ lời cùng Hồng y đoàn (Sacré-Collège), ngày 2 tháng 6 năm 1943, ông bày tỏ quan điểm phải bênh vực, trợ giúp những người bị đau khổ vì lý do chủng tộc, nhưng cũng tâm sự 
| “                    | Tôi phải cân nhắc từng lời... kẻo tình trạng họ lại bi đát hơn: "(...) Trái tim của ta đáp lại bằng mối âu lo ân cần và xúc động trước những lời cầu xin của những người hướng về ta bằng cái nhìn khẩn khoản âu lo, bị dày vò đau đớn vì lý do quốc tịch hay chủng tộc của họ, bởi những bất hạnh lớn lao hơn, vì những biện pháp diệt chủng, dù họ không có lỗi lầm gì. Chư huynh không nên đợi ta trình bày dù là một phần trong tất cả những gì mà ta đã cố gắng và thử hoàn thành, để làm giảm bớt những thống khổ của họ, để xoa dịu tình trạng đạo đức và pháp lý của họ, để bảo vệ quyền lợi tôn giáo không thể chối bỏ của họ, để trợ giúp cho sự thiếu thốn và những gì cần thiết cho họ. Tất cả những lời của ta, nhân dịp này ngỏ ý cùng với các thẩm quyền, tất cả những ám chỉ công khai của ta, phải được cân nhắc thận trọng và đo lường kỹ, nhằm có lợi cho những ai đau khổ, để không làm cho tình trạng của họ, điều ta không muốn, bị trầm trọng thêm và bị thống khổ hơn. | ” |
| — Giáo hoàng Piô XII | |   |

Tuy không chấp nhận chủ trương của Hitler, nhưng Giáo hoàng tin tưởng vào đường lối ngoại giao hơn là những lời tuyên bố long trọng. Mặt khác vì Vatican nằm ở giữa khối Trục (nước Đức - Ý). Trên thực tế, ông hết sức chống đối chủ nghĩa cộng sản và chủ nghĩa phát xít của Đức Quốc xã, dù rằng ông đặc biệt yêu quý dân tộc và văn hóa Đức.

### Thực hiện cứu trợ
Giáo hoàng Piô XII đã dùng bất cứ phương tiện nào có thể để cứu giúp và che chở người Do Thái và những người bị bách hại. Ông Pinchas Lapide, một học giả Do Thái và cựu lãnh sự Do Thái ở Ý, đã tuyên dương công trạng của đức giáo hoàng và Giáo hội Công giáo trong việc cứu vớt khoảng bốn trăm ngàn người Do Thái khỏi bị tiêu diệt. Trong cuốn The Last Three Popes and The Jews (Ba Giáo hoàng Sau Cùng và Người Do Thái), ông Lapide viết:
| “        | Chính nhờ Pius XII mà Moussolini chậm tham chiến. Ông đã thiết lập một văn phòng thông tin và trao đồi tù nhân dưới quyền Giám mục Montini, đã cứu trợ được khoảng 5.000 người Do Thái trú ẩn tại các thánh đường hoặc tu viện và cứu Roma khỏi những cuộc oanh tạc tàn phá vào cuối thế chiến. | ” |
| — Lapide | |   |

Trong cuộc chiến, Giáo hội Công giáo đã cứu vớt sinh mạng của người Do Thái nhiều hơn tổng số các giáo hội, các tổ chức tôn giáo và các cơ quan cứu nguy khác. Thật ngạc nhiên, con số kỷ lục ấy quá tương phản với các thành quả của tổ chức Hồng Thập Tự và các quốc gia dân chủ phương Tây. Tòa Thánh, các sứ quán và toàn thể Giáo hội Công giáo đã cứu vớt khoảng 400,000 người Do Thái khỏi bị tiêu diệt.
Bà Golda Meir cũng tỏ ra bênh vực Giáo hoàng Piô XII, khi bà phát biểu ở diễn đàn của ONU: 
Khi dân tộc chúng tôi ở trong sự đau khổ và bóng tối, thì tiếng nói của giáo hoàng đã cất cao lên về phía chúng tôi, không có gì phải trách đức Pius XII.

Một người Ba Lan đã được thoát chết nhờ sự hy sinh cao cả của một linh mục dòng Phanxicô, Thánh Maximilian Kolbe, là người đã tình nguyện chết thay cho ông trong hầm bỏ đói. Heinrich Himmler, người đứng đầu cơ quan mật vụ Đức Quốc xã, đã viết một lá thư cho cấp dưới, trong thư ông viết: 
| “                  | Chúng ta đừng quên rằng, về lâu dài, giáo hoàng ở Rôma là kẻ thù vĩ đại của chủ nghĩa Xã Hội Quốc gia (Đức Quốc xã) hơn cả Churchill và Roosevelt. | ” |
| — Heinrich Himmler | |   |

Giáo hoàng Piô XII có lên tiếng chống đối chủ nghĩa quốc xã vào lúc ấy. Sau thông điệp Giáng Sinh năm 1942, một lãnh tụ Đức Quốc xã nhận định về lời của ông: 
| “ | Hắn nói Thiên Chúa coi mọi dân tộc và mọi chủng tộc có giá trị ngang nhau. Như vậy, hiển nhiên hắn lên tiếng thay cho bọn Do Thái. Hầu như hắn lên án người Đức về sự bất công đối với bọn Do Thái, và tự cho mình là phát ngôn viên của tội phạm chiến tranh Do Thái. | ” |

Vatican đã là nơi trú ẩn cho nhiều người bị bách hại về chính trị hoặc chủng tộc. Giáo hoàng đã làm cho Ái Nhĩ Lan không còn đồng minh với Đức nữa, khuyến khích Tây Ban Nha cứu vớt những người Do Thái vùng Balkan gốc Tây Ban Nha (hay những sephardim). 
Sau chiến tranh, Giáo hoàng Piô XII còn lo đến việc trao đổi tù binh, tìm kiếm những người thất lạc. (Vatican đã trả lời gần 11 triệu bức thư), tổ chức những cơ quan từ thiện tại nhiều nước nhằm xoa dịu vết thương, hàn gắn đổ vỡ, đặc biệt quan tâm đến phong trào di dân cũng như tai họa thiên nhiên xảy ra ở nhiều nước.
Ông phản đối việc kết tội chiến tranh cho tập thể dân tộc Đức, nơi mà ông đã gửi đến một vị khâm sai và sau đó được nâng lên sứ thần, nhằm giúp nước Đức tái thiết xứ sở và nền độc lập. Để giữ thái độ hoàn toàn không thiên vị, ông đứng ngoài tổ chức Liên Hợp Quốc, nhưng cử nhiều đại diện tại nhiều tổ chức không có mục tiêu chính trị, và gửi quan sát viên tới nhiều hội nghị Âu châu. Trong các diễn văn nhân dịp lễ Giáng sinh và Phục sinh, ông luôn kêu gọi mọi người có thiện chí và cả thế giới Công giáo, tìm cách nối liên lạc và gây thân thiện giữa các quốc gia.

## Quan điểm chính trị
Ngay khi chiến tranh vừa chấm dứt, vấn đề là phải đương đầu với các chủ nghĩa tư bản và cộng sản. Giáo hoàng lên án những hành động quá đáng của các chủ nghĩa này và không quên khuyến khích mọi nỗ lực để xây dựng một nền dân chủ Kitô giáo thật sự (Ý, Đức, Bỉ, Hà Lan, Nam Mỹ).
Các nước Tây Âu qui tụ thành một khối quanh Hoa Kỳ: Minh ước Bắc Đại Tây Dương (NATO), 1949. Cũng năm đó Giáo hoàng Piô XII ban hành một sắc lệnh nhằm rút phép thông công những tín hữu tin theo chủ nghĩa cộng sản (xem Sắc lệnh chống chủ nghĩa cộng sản).
Giáo hoàng Piô XII tin tưởng chắc chắn rằng chủ nghĩa cộng sản là "sự đe dọa lớn lao nhất của thời đại đối với dân Chúa và nhân loại". Sau Chiến tranh thế giới thứ hai, ông càng đưa Giáo hội Công giáo nghiêng về phía các quốc gia dân chủ phương Tây, và cố gắng điều động thế giới chống với chủ nghĩa cộng sản. Ông đã từng phê phán cay nghiệt chủ nghĩa vô thần và ngoại giáo. Đối với ông, những người vô thần là "những kẻ trì độn vì cái thuyết bất khả tri luận, vì tự mãn trước ảo ảnh của vũ trụ. Họ không thể chịu được sự hiện diện của Thiên Chúa, ngớ ngẩn đố kỵ với quyền uy của Người".
Giáo hội cũng bộc lộ sự "đau đớn ê chề vì những tai ương đang làm khốn đốn đạo thánh như ở Trung Hoa rộng lớn, với những cuộc đảo lộn bi đát làm cho các vườn sống dồi dào trở nên những nghĩa địa sặc mùi tử khí".
Năm 1949, Giáo hoàng Pio XII đã ban bố một sắc lệnh rút phép thông công đối với bất cứ người Công giáo nào tin theo chủ nghĩa cộng sản mà từ bỏ đức tin Kitô giáo. Trong thông điệp Evengeli Praecones (Sứ giả phúc âm) ngày 2 tháng 6 năm 1951, ông đã đề cập đến một số phương diện khác.
Trong nỗ lực khuếch trương các địa phận truyền giáo ngày càng bị co hẹp vì "chủ thuyết cộng sản đã gieo rắc khắp nơi", Giáo hội huấn thị cho Thế giới Công giáo: 
| “ | tuyệt đối phải ngăn ngừa mọi dân tộc khỏi bị tiêm nhiễm tà thuyết cộng sản lầm lạc và nguy hại, phải giải phóng dân chúng khỏi ách nô lệ của một thứ lý thuyết đang đặt ra mục đích buộc sinh hoạt của con người vào sự khoái lạc của thế giới hiện đại... Ta vui lòng nhắc lại ở đây lời ta đã nói với Hội đồng các hồng y và giáo chủ trong bài diễn văn ta đọc năm 1942 nhân dịp lễ giáng sinh "Giáo hội đã lên án nhiều môn phái khác nhau thuộc chủ nghĩa Mác-xít. Giáo hội còn duy trì mãi bản án ấy, vì nhiệm vụ và quyền lợi vĩnh viễn của Giáo hội là phải chặn đón những dòng nước mãnh liệt của những ảnh hưởng tai hại đang đẩy nhân loại đến nguy đốn phần rỗi..." | ” |
| — | |   |

## Tín điều Đức Mẹ Hồn Xác Lên Trời
Năm 1942, Giáo hoàng dâng hiến thế giới cho Trái Tim Vô Nhiễm Nguyên Tội của Mẹ Maria, và năm 1952, ông đặc biệt dâng hiến dân tộc Nga cho Trái Tim Vô Nhiễm của Đức Mẹ. Ông còn tuyên xưng Mẹ Maria là "Nữ Vương Thế giới."
Giáo hoàng Piô XII sử dụng quyền bất khả ngộ ngày 1 tháng 11 năm 1950 khi tuyên bố tín điều "Đức Mẹ Hồn Xác Lên Trời" qua thông điệp Magnificentissimus Deus ở Công trường Thánh Phêrô vào ngày lễ Các Thánh năm 1950 với sự hiện diện đông đảo của khoảng 500.000 tín hữu và 622 Giám mục.
Sau đó, thông điệp Ad coeli Reginam ngày 25 tháng 3 năm 1954 suy tôn Đức Maria làm Nữ vương vũ trụ và mừng lễ mỗi năm vào ngày 31 tháng 5. Nhân kỷ niệm 100 năm tín điều Đức Mẹ Vô Nhiễm Nguyên Tội và Đức Mẹ hiện ra ở Lộ Đức (Pháp), ông mở năm Toàn xá Thánh mẫu 1954, 1958. Tín điều này từng được Giáo hội Công giáo tin tưởng từ lâu và đã được dành riêng một ngày lễ để mừng kính trong 1500 năm. Vì vậy, Giáo hoàng Piô XII thường được coi là "vị giáo hoàng của hòa bình và giáo hoàng của Đức Maria".

## Những văn bản chính
Mystici Corporis (29/6/1943) cách mạng hóa quan điểm của Công giáo về Giáo hội. Thay vì coi Giáo hội Công giáo chỉ là một tổ chức của con người hoặc một hệ thống cấp bậc hình kim tự tháp, ông khuyến khích người Công giáo coi Giáo hội như thân thể mầu nhiệm của Chúa Kitô.
Divino Afflante Spiritu (20/9/1943) về những nghiên cứu Kinh Thánh. Thông điệp này đã chính thức chấp nhận việc áp dụng các phương pháp sử học vào việc nghiên cứu Kinh thánh, tuy đã bắt đầu từ đầu thế kỷ 20 với cha Joseph Lagrange khi thiết lập học viện Thánh kinh tại Jerusalem, thông điệp này cũng đã mở đường cho những nhà chú giải Công giáo.
Thông điệp Mediator Dei (20/11/1947) về Phụng vụ. Trong đó đã nêu lên định nghĩa phụng vụ là: "Sự phụng tự công khai mà Đấng Cứu Chuộc của chúng ta dâng lên cho Chúa Cha, như vị Thủ lĩnh của Giáo hội; đó cũng là sự phụng tự mà xã hội các tín hữu dâng lên cho vị Thủ lĩnh của mình và nhờ Người, mà dâng lên cho Chúa Cha vĩnh cửu; tóm lại, đó là sự phụng tự nguyên tuyền của Thân Thể mầu nhiệm Chúa Giêsu Kitô nghĩa là của vị Thủ lĩnh và các chi thể của Người."
Chính nhờ ông mà Giáo hội có luật trai giới Thánh thể rộng rãi, lễ nghi Tuần thánh được cải cách, lễ nghi Phụng vụ được giản dị hóa.
Theo tông thư Humani Generis ngày 12 tháng 8 năm 1950, ông cảnh giác tín đồ Công giáo đối với những nguy cơ của thần học lịch sử mới. Các cha Lubac, Ganne, Bouillard rồi sau này đến Congar, Chenu,… và Teilhard Chardin đều bị cấm giảng dạy.
Ngày 23 tháng 9 năm 1950, Giáo hoàng ban bố thông điệp Menti nostae là cả một chương trình sống thánh thiện của hàng giáo sĩ; Tông hiến Sponsa Christi ngày 21 tháng 1 năm 1950 đối với các nữ tu. Trong đó, ông khuyên các nữ tu sống đúng với tinh thần truyền thống của dòng mình, nhưng cũng biết thích nghi với thời đại. Ông cổ vũ hội nghị các dòng tu ở Rôma năm 1950 để học hỏi, tìm hiểu và liên lạc với nhau với nhau trong mọi hoạt động. Ngày 31 tháng 5 năm 1956 ông ban hành tông hiến Sedes Sapientiae về ơn thiên triệu.

## Vấn đề truyền giáo ở Trung Quốc
Ngày 20 tháng 11 năm 1950, Trung Quốc phát động phong trào Tam Tự Lập (về điều khiển, tài chánh và truyền bá). Năm 1954, Giáo hoàng Piô XII ra một thông điệp cấm tham gia Tam Tự Lập. Năm 1957, Hội Công giáo Ái Quốc ra đời, tổ chức bầu Giám mục và xin Rôma phê chuẩn. Tháng 6 năm 1958, Giáo hoàng kết án đích danh hội Ái Quốc.

## Bắt đầu những cải cách
Sau những đau thương tàn khốc Chiến tranh thế giới thứ hai (1939 - 1945), Giáo hoàng khai mở năm thánh 1950. Hoà bình là sứ điệp của Năm Thánh 1950. châu Âu bị phân làm 2 khối Tây Âu và Đông Âu, do đó, những người Công giáo tại Đông Âu Cộng sản không thể đến Rôma dự Năm Thánh.
Sau Chiến tranh (năm 1945), nhiều quốc gia gửi các đại sứ đến Vatican, và Năm Thánh 1950 đã đưa hàng triệu người hành hương đến Rôma.
Theo lệnh của Giáo hoàng, công việc khai quật Đền Thánh Phêrô được tiến hành và mộ của Thánh Phêrô được tìm thấy. Công cuộc truyền giáo của Giáo hội cũng phát triển khi số giáo phận Công giáo trên toàn thế giới đã gia tăng từ 1.700 lên đến trên 2.000. Ông cũng đảm bảo tính cách quốc tế của Giáo hội bằng cách tấn phong nhiều hồng y không phải là người Ý, tất cả là ba mươi bốn vị trong tổng số năm mươi mốt vị, tính cho đến khi ông qua đời.
Giáo hoàng Piô XII nổi bật về việc sử dụng sức mạnh của các phương tiện truyền thông mới. Trong thời gian chiến tranh, ông đã đọc 5 thông điệp qua hệ thống truyền thanh. Trong thông điệp qua vô tuyến truyền hình năm 1949 ông khẳng định: 
| “                    | Người ta nói chính quyền giáo hoàng đã chết hoặc đang chết và người ta sẽ thấy những đám đông tràn ngập khắp mọi phía của công trường thánh Phêrô để nhận phép lành của giáo hoàng và để nghe lời ông. | ” |
| — Giáo hoàng Piô XII | |   |

## Qua đời

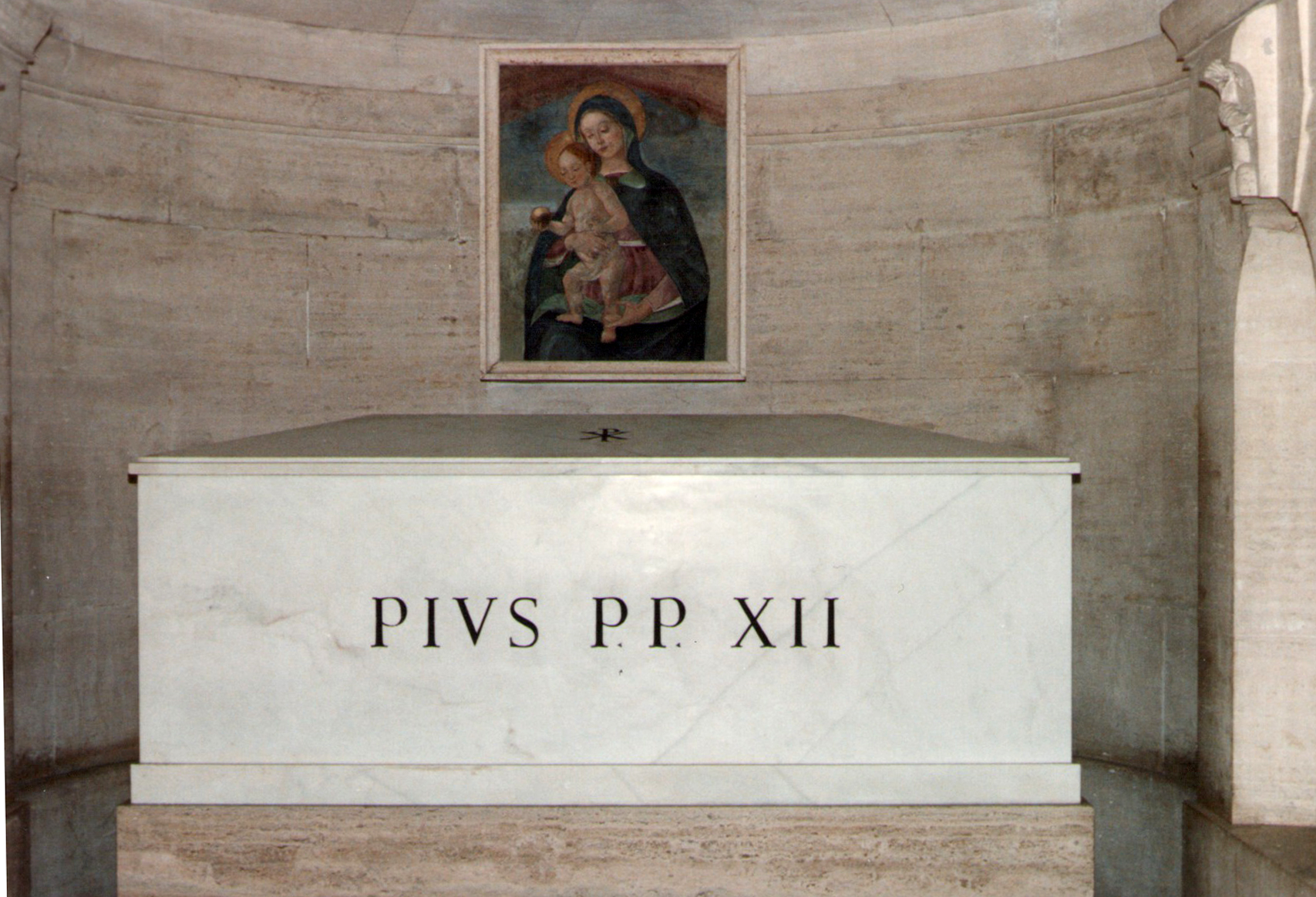
Mộ của Giáo hoàng Piô XII

Tháng 1 năm 1954, Giáo hoàng Piô XII ngã bệnh nặng. Vì không được chăm sóc tốt nên ông bị gầy đi rất nhiều sau khi thoát khỏi cơn nguy cấp này. Ông qua đời ngày 9 tháng 10 năm 1958 tại Castel Gandolfo nơi nghỉ mùa hè của các Giáo hoàng. Ông đã trị vì Giáo hội được 19 năm.
Hồng y Angelo Giuseppe Roncalli trở thành Giáo hoàng Gioan XXIII, vị Giáo hoàng thứ 261 trong lịch sử Giáo hội Công giáo Rôma.

## Di sản

### Phê phán
Thái độ của Giáo hoàng Piô XII trong Chiến tranh thế giới thứ hai không được mọi người nhất trí ủng hộ mà còn trở thành đối tượng của một cuộc bút chiến gay gắt. Người ta phê phán ông, do ông thường dùng những biện pháp ngoại giao xưa cổ của Giáo hội đối với thế lực phát xít Đức. Năm năm sau khi ông qua đời, năm 1963, những lời phê bình ông đã bắt đầu với sự cho ra đời một vở kịch của Roch Hochhu Người đại diện (Le Vicaire) đã tập hợp một số những lời trách móc. Cuộc bút chiến lại nổi lên khi bộ phim Amen. của Costa Gavras, được rút ra từ vở kịch này năm 2001.
Trong thời kỳ Chiến tranh Lạnh, do sự tuyên truyền ở Liên bang Xô viết, ông thường bị chỉ trích. Ông bị nhiều tổ chức Do Thái cáo buộc đã đồng lõa âm thầm với chế độ Đức Quốc xã, cũng như không lên án chế độ này. Không những thế, việc phong chân phước cho ông đã bị quốc gia Israel và nhiều tổ chức Do Thái phản đối kịch liệt.

### Hội nghị năm 2008
Từ ngày 6 tháng 11 đến 8 tháng 11 năm 2008, một hội nghị chủ đề là "Gia sản Giáo Huấn của Đức Piô XII và Công đồng chung Vatican thứ hai" được tổ chức tại Rôma, do hai Đại học Giáo hoàng Laterano và Gregoriana tổ chức.
Trong buổi tiếp kiến, Giáo hoàng Biển Đức XVI có nhận định:
| “                         | Trong những năm gần đây, khi nói về Đức Piô XII, người ta chú ý thái quá về một vấn đề tranh luận và chỉ bàn đến một cách rất một chiều. Tình trạng này ngăn cản việc đề cập một cách thích hợp về một vĩ nhân có tầm mức quan trọng trỗi vượt về lịch sử và thần học như Đức Giáo hoàng Piô XII... Giáo huấn của Người rất rộng rãi, có phẩm tính rất ngoại thường và thực là một gia sản quý giá cho Giáo hội. | ” |
| — Giáo hoàng Biển Đức XVI | |   |

Giáo hoàng Biển Đức XVI còn nói:
| “                         | Người ta thường bảo Đức Piô XII là một nhà ngoại giao khéo léo, một luật gia nổi bật, một nhà thần học uyên bác. Tất cả những điều đó đều đúng, nhưng không giải thích mọi sự. Còn có một yếu tố khác nơi Đức Cố Giáo hoàng, có là nỗ lực liên tục và quyết tâm của Người hiến thân cho Thiên Chúa, không chút dè dặt và bất chấp sức khỏe yếu của Người.. Tất cả phát sinh từ lòng yêu mến của Người đối với Chúa Giêsu và từ tình yêu đối với Giáo hội và nhân loại.. Chính vì thế, 50 năm sau khi qua đời, giáo huấn của Đức Piô 12 tiếp tục chiếu dãi ánh sáng trong Giáo hội. | ” |
| — Giáo hoàng Biển Đức XVI | |   |

Theo Radio Vatican, Giáo hoàng Biển Đức XVI gọi Cố Giáo hoàng Piô XII là "một hồng ân đặc biệt Chúa ban cho Giáo hội" và nhiệt liệt tôn vinh di sản giáo huấn của ông.
Giáo hoàng Biển Đức XVI còn đề cập đến 43 thông điệp mà Giáo hoàng Piô XII đã công bố, cùng rất nhiều sứ điệp và diễn văn truyền thanh. Có rất nhiều vấn đề liên quan tới những thành phần khác nhau giáo dân Ki-tô, gồm các Linh mục, tu sĩ, giáo dân, các trinh nữ, thậm chí cả đời sống tu trì, và cả giới truyền thông xã hội được nói đến trong các văn kiện này. Cũng theo Radio Vatican, dù đề cao những tiến bộ trong khoa học, nhưng không vì thế mà ông để cho những tiến bộ của khoa học bị lạm dụng, dẫn đến việc hình thành những loại vũ khí có sức công phá lớn mà toàn bộ nhân loại phải chịu hủy diệt.
Trong hội nghị này, những lời giáo huấn của Cố Giáo hoàng được Giáo hoàng Biển Đức XVI tôn vinh. Theo Radio Vatican, Người chống lại việc ứng khẩu đột xuất, và luôn soạn các bài diễn văn hết sức cẩn thận, cân nhắc từng câu từng lời trước khi đọc trước công chúng. Người nghiên cứu kỹ lưỡng các vấn đề khác nhau và có thói quen hỏi ý kiến các chuyên gia nổi bật.
Ngoài ra, Giáo hoàng Biển Đức XVI cũng phủ nhận những lời chỉ trích Giáo hoàng Piô XII.